# 79-й гвардейский мотострелковый полк
79-й гвардейский мотострелковый Краснознамённый полк (79 гв. мсп) — воинская часть (мотострелковый полк) пехоты РККА во время Великой Отечественной войны стрелковый полк. Сражения и операции: Бои на Халхин-Голе 
Советско-финская война 
Великая Отечественная война: Участвовал в Московской битве, Курской битве,Орловской, Брянской, Городокской, Белорусской, Гумбинненской и Восточно-Прусской наступательных операциях.

## История

### Формирование
79-й гвардейский мотострелковый полк сформирован в составе 93-й стрелковой дивизии в мае 1936 года в Чите ЗабВО на базе 106-го Сибирского стрелкового полка 35-й сд, как 266-й стрелковый полк
- 93-я стрелковая дивизия ЗабВО в 1939 году была частично отмобилизована на базе бывшего «полка бедноты»[1] и в июле 1939 года 93-я стрелковая дивизия была переброшена на станцию Даурия в готовности к отражению вероятного наступления японцев по Маньчжурской ветке. Вновь сформированный 6 июня 1939 года 266-й стрелковый полк под условным номером в/ч 7177 был отправлен в район боёв на Халхин-Гол.

Частью сил (стрелковый батальон 93-й сд 28.6.1939-16.9.1939) принял участие в советско-японском конфликте на реке Халхин-Гол 1939 году.
Полк принимал участие в войне с Финляндией. В ноябре 1939 года из состава полка и дивизии был сформирован и послан на финский фронт лыжный батальон. Личный состав батальона за героические боевые дела после возвращение в дивизию имел в своих рядах 77 человек бойцов и командиров, награждённых орденами и медалями.

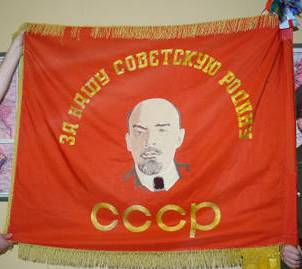
Гвардейское Боевое Знамя. (Реверс)

### В годы войны
В ходе войны 266-й стрелковый полк входил с дивизией в состав 43-й , 33-й, 20-й , 16-й и с мая 1943 года 11-й гвардейской армий.
В действующей армии: 23.10.1941 — 22.04.1944, 28.05.1944 — 09.05.1945.
Участвовал в Московской битве, в боях на Спас-Деменском и Жиздринском направлениях, в Курской битве, Орловской, Брянской, Городокской, Белорусской, Гумбинненской и Восточно-Прусской наступательных операциях.
- Полк, в составе дивизии, был переброшен по железной дороге и 22 октября 1942 сосредоточился в районе г. Подольска Московской области

24 октября 1941 года дивизия получила боевой приказ задержать противника, наступающего вдоль Ярославского шоссе. Первый бой с фашистскими захватчиками полк принял 25 октября 1941 года на рубеже: Каменка, Богородское, горки. В боях на ближних подступах к Москве, дивизия участвовала в период с 25.10.1941 по 08.04.1942 года, освободив г. Боровск и крупный населённые пункты станций: Балабаново, Износки, Рыжково Московской и Смоленской области.

### 79-й гв. сп

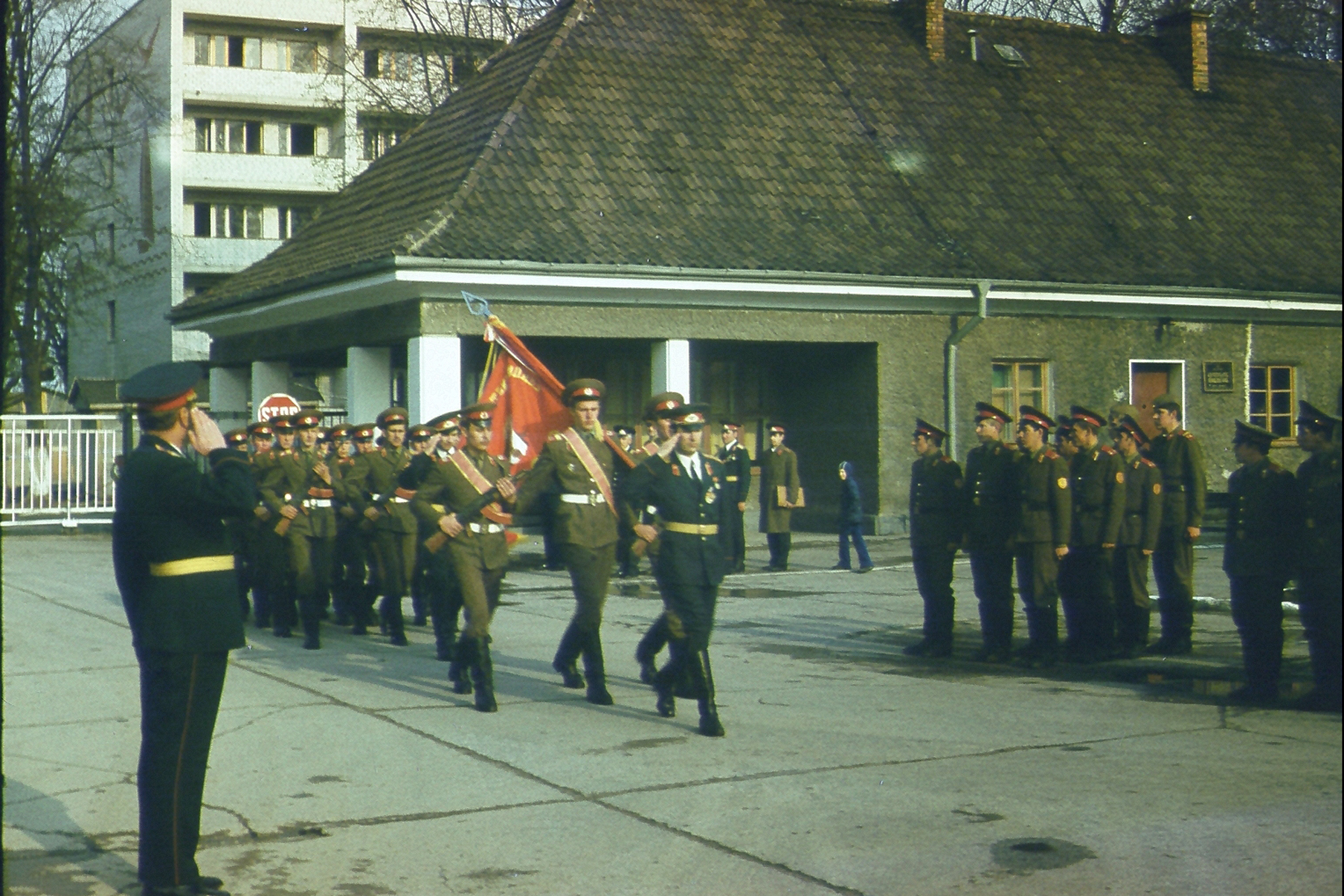
79-й гв. мсп. Гвардейское Боевое Знамя полка. Калининград 9.5.1978.

- 20 апреля 1942 полк преобразован в 79-й гвардейский стрелковый полк[4], а дивизия в 26-ю гвардейскую стрелковую дивизию
- С 11.06.1944 года по 10.08.1944 года дивизия участвует в Оршанской операции и выходит на государственную границу с Сувалковской областью.

За освобождение Белоруссии ей было объявлено пять благодарностей Верховного Главнокомандующего. Дивизия в числе первых вышла к границам Восточной Пруссии.
- С 3 по 9 апреля 1945 дивизия участвует в штурме города и крепости Кёнигсберг. С 22.04.1945 г. по 26.04.1945 г. дивизия ведёт бои по овладению городом Пиллау.

Используя затишье, немцы перешли к контратакам. Самая сильная из них — силою до полка пехоты — была направлена вдоль кёнигсбергского шоссе, при поддержке десяти танков и штурмовых орудий. Она оказалась неожиданной для малообстрелянных бойцов из нового пополнения 26-й гвардейской стрелковой дивизии. Часть их не устояла и стала отходить. Сильная паника охватила солдат 79-го гвардейского полка. В то время как командир полка со штабом меняли свой наблюдательный пункт, управление было нарушено, и немцы быстро продвинулись в направлении Лохштедта. В этой тяжёлой обстановке командир дивизии лично останавливал бегущих бойцов, а уже к вечеру положение было восстановлено вторым эшелоном дивизии, закрывшим узкую полосу немецкого прорыва. Немецкие танки и «самоходки» с пустыми топливными баками так и не смогли выйти за ров, оставив без поддержки окружённую в лесу пехоту.— http://russian-west.narod.ru/history/voina/voyna-11/voyna-11.htm Пиллау.Война.
.
Полк успешно выполнил задачу.
- Указом Президиума Верховного Совета СССР от 19 февраля 1945 года за образцовое выполнение заданий командования в боях при форсировании рек Дайме и Прегель и овладение городами Лабиау,Велау, Даркемен,Бенкхайм,Тройбург и проявленные при этом доблесть и мужество 79-й гвардейский стрелковый полк, награждён орденом Красного знамени.

### После войны
После войны 79-й гвардейский стрелковый полк был передан в 1-ю танковую Инстербургскую дивизию 11-й гвардейской армии с местом дислокации Калининград, Первомайский городок.
- C 1957 года полк переформировывается в 79-й гвардейский мотострелковый Краснознамённый полк.
- В 1979 году полк стал лучшим полком ПрибВО и награждён Переходящим Красным Знаменем Военного Совета Округа. Командир полка гв. подполковник Борзых В. П., заместитель командира по политчасти гв. майор Табаков Г. А. Лучший батальон- 2-й мсб. Комбат гв. майор Виктор Дрижук, замполит гв. майор В. Мартынов. Лучшая 6-я мотострелковая рота—командир роты гвардии капитан Касымов А. Х.[5]. Лучший отдельный взвод— хозяйственный взвод гв. старшего прапорщика Сухиашвили П. С. Участник Великой Отечественной войны.
- В 1980 году полк подвергался инспекции Главкома Сухопутных войск ВС СССР. По итогам проверки 79-й гв. мсп второй раз подряд был награждён переходящим Красным Знаменем Военного Совета Округа. Командир полка гв. подполковник Борзых В. П., заместитель командира по политчасти гв. майор Табаков Г. А.
- На 1990 год в полку находилось 22 Т-72; 90 БМП (88 БМП-2, 2 БРМ-1К); 12 — 2С1 «Гвоздика»; 2 БМП-1КШ, 1 ПРП-3, 2 РХМ; 3 — 1В18, 1 — 1В19, 2 БРЭМ-2, 2 Р-145БМ, 2 ПУ-12, 1 МТУ-20/
- в 1995? преобразован в 188-й отдельный гвардейский мотострелковый батальон
- 11-я гвардейская армия расформирована в 1997 году, войска переданы Балтийскому флоту в качестве береговых войск.

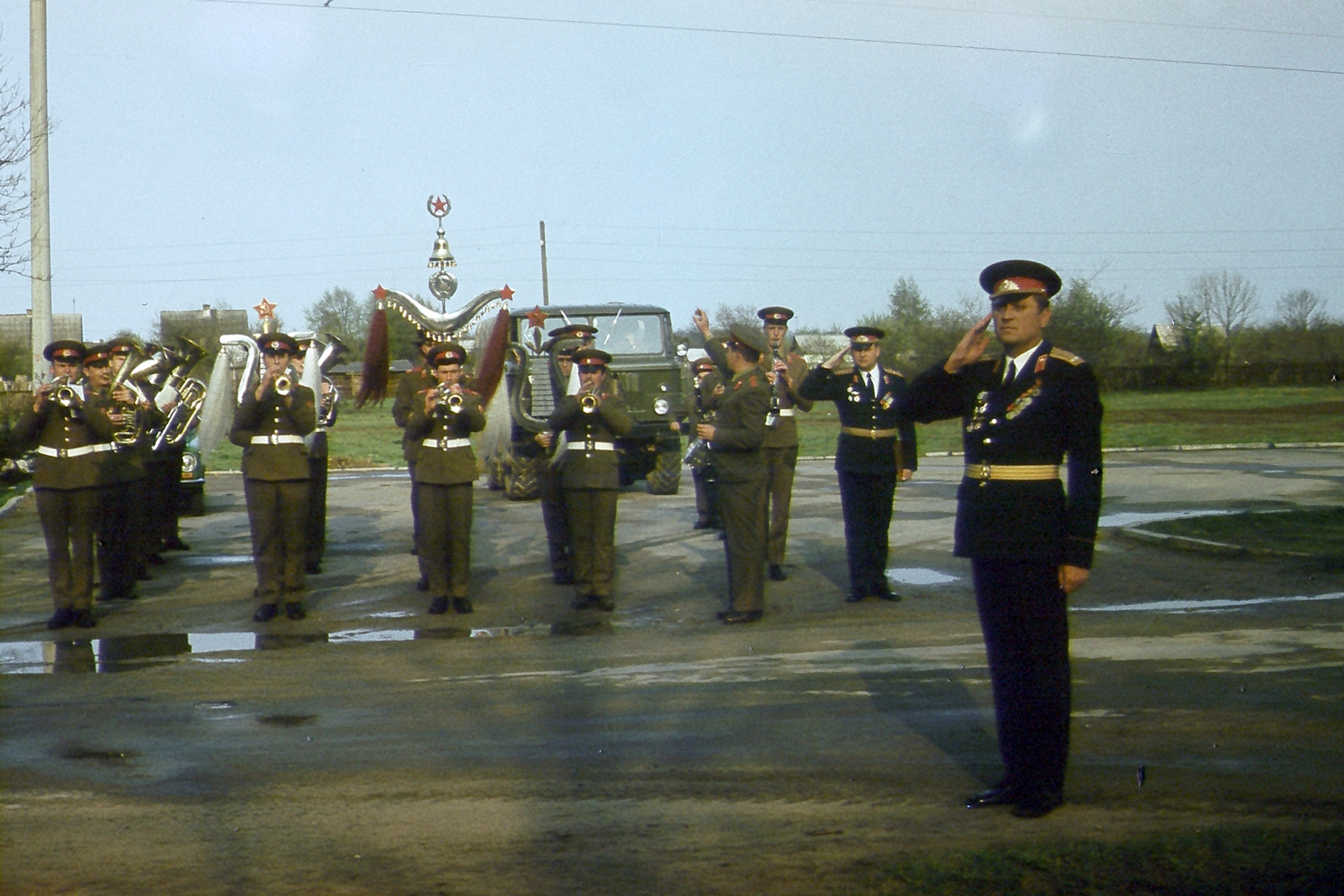
79-й гв. мсп. Оркестр полковой майора Инжоян. Калининград. 9.5.1978.

## Командование полка

### Командование 266-го сп, 79-го гв. сп[6]
- 17.10.1941 — ??.11.1941 Андрусенко, Корней Михайлович (убыл в госпиталь по ранению)
- 02.05.1942 — 00.10.1942 Пиняев Василий Федулович
- 03.06.1942 — 24.07.1942 Рябов Георгий Иванович
- 28.12.1942 — 23.08.1943 Сироткин Дмитрий Иванович
- 23.08.1943 — 19.02.1944 Сергеев Павел Васильевич
- 19.02.1944 — 08.03.1944 Коновалов Николай Яковлевич, ранен
- 08.03.1944 — 16.03.1944 Биушкин Яков Дмитриевич
- 16.03.1944 — 13.07.1945 гвардии майор Шелковый, Сергей Епифанович (1912—1997)
- 13.07.1945 — 03.12.1945 Коновалов Николай Яковлевич умер от ран
- с 05.09.1945 Вирясов Пётр Николаевич

### Командование 79-го гв мсп
Командиры полка
- 1976—1978 гвардии подполковник Лященко Борис Григорьевич
- 1978—1980 гвардии подполковник Дмитриев Александр Иванович
- 1980—1982 гвардии подполковник Борзых Владимир Петрович
- 1982—1983 гвардии подполковник Абрамов Николай Николаевич
- 1983—1984 гвардии подполковник Верховых Иван Васильевич
- 1984—1986 гвардии подполковник Афонский Сергей Иванович
- 1986- гвардии полковник Закупин Георгий Райнольдович
- 1989 гвардии подполковник Макаров Владимир Валентинович
- 1992—1994 гвардии полковник Макаров Владимир Валентинович

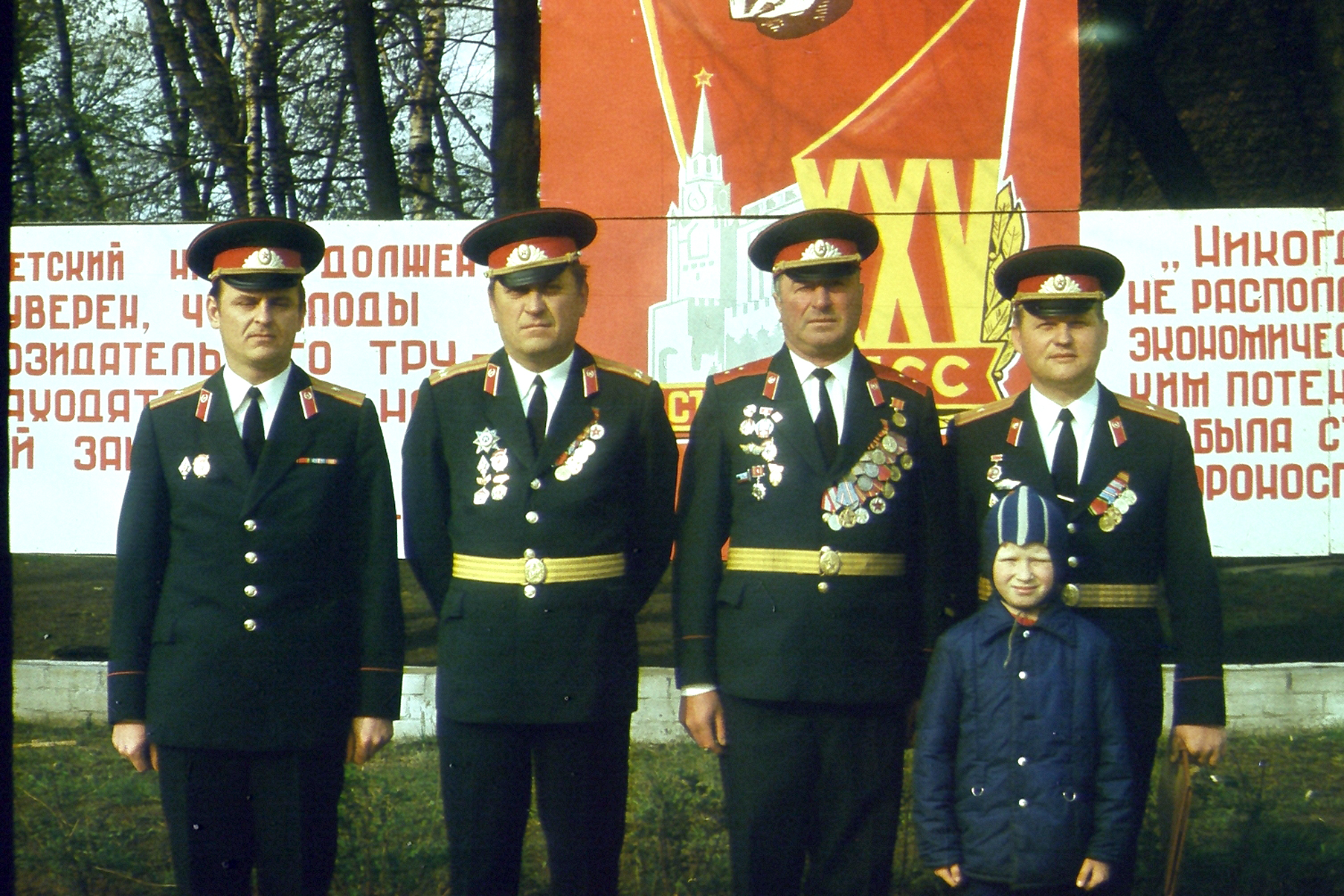
Командование 79-го гв. мсп. Заместитель командира полка по политической части Леонайтис И. П., командир полка Лященко Б. Г., ветеран войны Сухиашвили П. С., начальник штаба полка Дорофеев А. А. в День Победы. Калининград 9.5.1978.

Заместители командира полка по политической части
- 1975—1976 гвардии майор Березовский
- 1976—1979 гвардии майор Леонайтис Йонас Пятрович
- 1979—1986 гвардии подполковник Табаков Геннадий Александрович
- 1986—1987 гвардии майор Волошко Виктор Степанович

Заместители командира полка
- 1975—1978 гвардии подполковник Кобзев
- 1978 гвардии капитан Калинюк

Начальники штаба полка
- 28.11.1975 — 14.09.1978 гвардии майор Дорофеев, Александр Анатольевич
- 1978—1979 гвардии майор Наумов
- 1979—1981 гвардии майор Ясинский Виктор Вячеславович
- 1981—1982 гвардии майор Исаев Евгений
- 1982—1983 гвардии майор Зубарев
- 1983—1984 гвардии подполковник Ненадкевич
- 1992—1994 гвардии подполковник Плеханов Юрий Петрович

Заместители командира полка по технической части (вооружению)
- 1979 — 1980 гвардии подполковник Анатолий Хахалаев
- 1981—1982 гвардии подполковник Васильев Юрий Васильевич

Заместители командира полка по тылу
- 1983—1985 гвардии подполковник Терещенко

## Отличившиеся воины
Герои Советского Союза
- гвардии старший лейтенант Суфьянов, Суфий Хазиевич(1914—1999). Герой Советского Союза, командир стрелковой роты. Указ Президиума Верховного Совета СССР от 24.03.1945 года. Медаль «Золотая Звезда» № 4207
- гвардии майор Шелковый, Сергей Епифанович (1912—1979). Герой Советского Союза, командир полка. Указ Президиума Верховного Совета СССР от 24.03.1945 года. Медаль «Золотая Звезда» № 4202.

| Орден Суворова III степени: - Громов Василий Иванович, гвардии майор, командир батальона. Приказ Военного совета 3 Белорусского фронта № 224/н от 7 марта 1944 года. - Ластовский Анатолий Павлович, гвардии капитан, командир батальона. Приказ Военного совета 3 Белорусского фронта № 196/н от 2 марта 1945 года. - Сергеев Пётр Васильевич, гвардии подполковник, командир полка. Приказ Военного совета 1 Прибалтийского фронта № 7/н от 3 января 1944 года. Орден Кутузова III степени: - Высота Никита Иванович, гвардии старший лейтенант, командир роты. Приказ Военного совета 3 Белорусского фронта № 562/н от 31 мая 1945 года. - Кудряшов Александр Иванович, гвардии майор, начальник штаба полка. Приказ Военного совета 3 Белорусского фронта № 523/н от 17 июля 1944 года. Орден Богдана Хмельницкого III степени: - Полилов Ефим Иванович, гвардии старший сержант, командир сапёрного отделения. Приказ Военного совета 3 Белорусского фронта № 596/н от 7 июня 1945 года. - Полин Василий Антонович, гвардии рядовой, разведчик взвода пешей разведки. Приказ Военного совета 3 Белорусского фронта № 596/н от 7 июня 1945 года. Орден Александра Невского: - Азизов Асат, гвардии майор, командир стрелкового батальона. Приказ Военного совета 11 гвардейской армии № 106/н от 25 июля 1944 года. - Богомолов Иван Петрович, гвардии капитан, командир батареи 45-мм пушек. Приказ Военного совета 11 гвардейской армии № 20/н от 7 февраля 1945 года. - Высота Никита Иванович, гвардии старший лейтенант, командир стрелковой роты. Приказ Военного совета 11 гвардейской армии № 154/н от 16 мая 1945 года. | - Громов Василий Иванович, гвардии капитан, командир стрелкового батальона. Приказ Военного совета 11 гвардейской армии № 153/н от 22 октября 1944 года. - Годунов Михаил Васильевич, гвардии майор, начальник артиллерии полка. Приказ Военного совета 11 гвардейской армии № 187/н от 12 декабря 1944 года. - Казаков Константин Ефимович, гвардии капитан, командир стрелковой роты. Приказ Военного совета 11 гвардейской армии № 153/н от 22 октября 1944 года. - Калачиков Павел Кузьмич, гвардии старший лейтенант, командир батареи 76-мм пушек. Приказ Военного совета 11 гвардейской армии № 153/н от 22 октября 1944 года. - Коротков Николай Николаевич, гвардии капитан, командир стрелкового батальона. Приказ Военного совета 11 гвардейской армии № 31/н от 24 февраля 1945 года. - Ластовский Анатолий Павлович, гвардии капитан, командир стрелкового батальона. Приказ Военного совета 11 гвардейской армии № 169/н от 13 ноября 1944 года. - Рыжов Михаил Иванович, гвардии старший лейтенант, командир стрелковой роты. Приказ Военного совета 11 гвардейской армии № 38/н от 6 марта 1945 года. - Соколов Аркадий Иванович, гвардии лейтенант, командир пулемётного взвода. Приказ Военного совета 11 гвардейской армии № 38/н от 6 марта 1945 года. - Сулейманов Бантимир Ибрагимович, гвардии капитан, командир стрелковой роты. Приказ Военного совета 11 гвардейской армии № 38/н от 6 марта 1945 года. - Суфьянов Суфия Хазиевич, гвардии капитан, командир стрелковой роты. Приказ Военного совета 11 гвардейской армии № 159/н от 26 октября 1944 года - Черников Алексей Лукьянович, гвардии подполковник, командир 1 стрелкового батальона. Приказ Военного совета 11 гвардейской армии № 128/н от 7 сентября 1944 года. |

Известные военнослужащие
- Командир 6-й мср гвардии капитан Касымов, Алибек Хамидович (1954 года рождения) —Генерал-полковник Министр обороны Республики Казахстан с 16 октября 1995 по 30 октября 1996